# Авіпес
Авіпес (Avipes dillstedtianus) — архозавр, який жив у середині тріасового періоду (ладин). Його родова назва «лапка птаха» зумовлена тим, що кістка стопи цього створіння дуже схожа саме на лапу птаха. Відомий лише за трьома слабо збереженими фрагментами кістки стопи завдовжки приблизно 80 мм, знайденими поблизу Дильстедта (Dillstedt) в Тюрингії (Німеччина). Спочатку класифікувався як цератозавр або целурозавр. Rauhut i Hungerbühler (2000) визнали Avipes dillstedtianus як nomen dubium і стверджували, що з великою імовірністю можна його класифікувати до архозаврів, однак більш точну класифікацію вони вважають неможливою.